# Herminia Naglerowa
Herminia Naglerowa, ps. Jan Stycz (ur. 28 października 1890 w Zaliskach k. Brodów, zm. 9 października 1957 w Londynie) – polska pisarka i publicystka.

## Życiorys
Urodziła się w drobnoziemiańskiej rodzinie żydowskiej w majątku Zaliski k. Brodów. Była jedną z córek Jana Fischa i Klary z Mannów. Studiowała historię na Uniwersytecie Lwowskim uzyskując stopień doktora filozofii. Następnie pracowała jako nauczycielka. Od 1919 w Warszawie, gdzie działała m.in. w Związku Literatów Polskich i PEN-Clubie. Debiutowała w 1915 w Wiedeńskim Kurierze Polskim. W 1921 wydała tomik poezji Otwarte oczy. Jako prozaik zaczęła zyskiwać uznanie zbiorami nowel, m.in. Czarny pies (1924), Matowa Kresa (1929), w których realizm łączył się z ekspresjonizmem; wydała powieść psychologiczną Zawalidroga (1930). Trzytomowa powieść Krauzowie i inni (1930), w której przedstawiła losy rodziny na tle życia publicznego Galicji po upadku powstania styczniowego, miała zapoczątkować galicyjską sagę rodzinną pt. Kariery. Tworzyła również dla młodzieży (Ludzie prawdziwi, 1935).
Po napaści Niemiec na Polskę we wrześniu 1939 wyjechała wraz z mężem do Lwowa, gdzie zastał ją najazd sowiecki. Aresztowana przez NKWD w styczniu 1940, więziona była w więzieniu NKWD na Zamarstynowie, potem w więzieniu w Horodni.  Skazana na osiem lat obozu koncentracyjnego, karę odbywała w łagrze w Burmie w Kazachskiej SRR. Pobyt w łagrze poważnie nadwątlił jej zdrowie.
Uwolniona w wyniku układu Sikorski-Majski, podjęła służbę w Polskich Siłach Zbrojnych w ZSRR (Armii Andersa) – w Pomocniczej Służbie Kobiet (oddział Prasy i Propagandy). Ewakuowana latem 1942 wraz z wojskiem polskim do Iranu, w randze porucznika, a potem kapitana WP przeszła cały szlak bojowy Armii Polskiej na Wschodzie i 2 Korpusu. W latach 1943–1946 była redaktorką czasopism wojskowych: Ochotniczka oraz Poradnik dla Świetlic i Świetliczarek.
Od 1946 przebywała na emigracji w Wielkiej Brytanii. Pełniła funkcję wiceprezesa Związku Pisarzy Polskich na Obczyźnie. Laureatka Nagrody Związku Pisarzy Polskich na Obczyźnie w 1951 roku.
W swych powojennych utworach przedstawiała losy ludzi poddawanych próbie obozu, więzienia, śledztwa. Była autorką opowiadań opartych na motywach autobiograficznych pt. Ludzie sponiewierani (1945; wydanie zmienione pt. Kazachstańskie noce, 1958) oraz powieści Sprawa Józefa Mosta (1953), ponadto wydanych pośmiertnie: Wspomnienia o pisarzach (1960) i Wierność życiu (1967).
W roku 1959 Związek Pisarzy Polskich na Obczyźnie ustanowił nagrodę im. H. Naglerowej.
Jej mężem był Leon Nagler (1868–1943), podpułkownik Wojska Polskiego, kierownik Inspekcji Komendy Głównej Policji Państwowej, zamordowany przez Niemców w obozie koncentracyjnym w Terezinie w Czechach. 

## Ordery i odznaczenia
- Złoty Krzyż Zasługi (19 marca 1937)[5]